# PowerJet SaM146

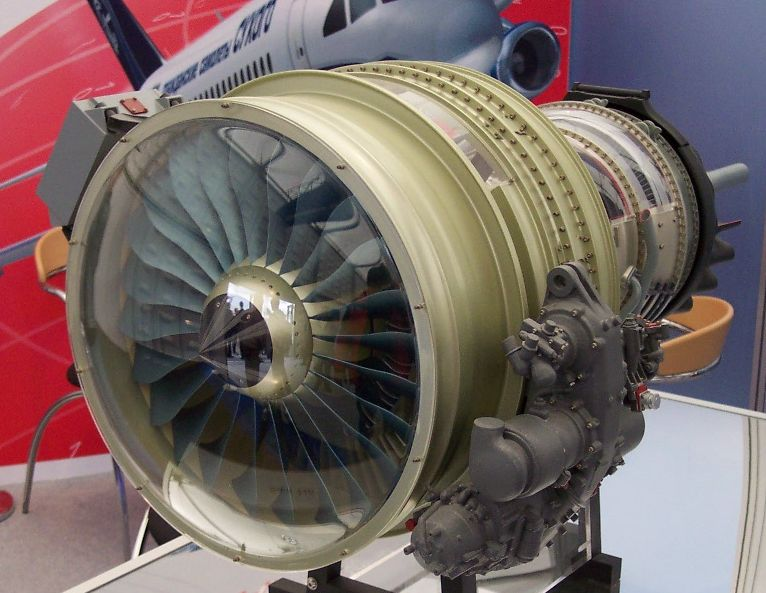
Modell des PowerJet SaM146

Das PowerJet SaM146 (Двигатель SaM146) ist eine Familie von Strahltriebwerken, die von dem Joint Venture PowerJet entwickelt wurde. Das Zweiwellentriebwerk mit hohem Nebenstromverhältnis wird im Suchoi Superjet 100 verwendet, das Wasserflugzeug Berijew Be-200 kann optional damit ausgestattet werden.
Der französische Triebwerkshersteller Safran Aircraft Engines (vormals Snecma) entwickelte die Hochdruckkomponenten, das FADEC, die Getriebe und führte die Flugtests durch. NPO Saturn entwickelte den Fan und die weiteren Niederdruckkomponenten, montiert das Triebwerk und macht die Prüfstandläufe. Die Teilefertigung findet bei VolgAero statt.

## Technik
Das Mantelstrom-Triebwerk ist besonders wartungsfreundlich und robust ausgelegt. Die Verkleidungen sind Bestandteile des Triebwerks und können weit hochgeklappt werden, um so einfachen Zugang zum Triebwerk zu ermöglichen. Zwei der sechs Stufen des Hochdruckkompressors sind in Blisk-Technologie gefertigt. Die Hochdruckturbine ist einstufig ausgelegt, die Niederdruckturbine dreistufig wie auch der Niederdruckverdichter. Das Triebwerk verfügt über eine Ringbrennkammer, die Düse ist mit einem Mixer ausgerüstet. Serienmäßig ist auch die Schubumkehr. Die aktuellen Grenzwerte für Lautstärke (12 dB leiser als die Grenzen der Stufe 4) und Emission (20 % unter der nächsten Grenzwertesenkung) werden eingehalten. Die beiden Leistungsstufen sind im FADEC hinterlegt und werden nur durch Umstecken eines Kodiersteckers abgerufen.

## Entwicklung
Der Erstlauf des Triebwerkes erfolgte am 9. Juli 2006 in Rybinsk. Im Testbetrieb wurden bis zu 82 kN Schub erreicht und damit die geforderten Schubwerte überschritten. Allerdings verhindert ein Vertrag zwischen General Electric und Snecma, dass das Triebwerk im Schubbereich des zugrunde liegenden CFM56 angeboten wird und dieses konkurrenziert. Der Erstflug an einem Testflugzeug Il-76LL erfolgte am 6. Dezember 2007. Am 19. Mai 2008 absolvierte der erste Superjet 100 mit diesen Triebwerken in Komsomolsk am Amur seinen Jungfernflug. Die erste Auslieferung war für September 2009 vorgesehen, die EASA-Zulassung verzögerte sich jedoch auf den 23. Juni 2010 (Version SaM146 1S17). Die EASA-Musterzulassung für die Variante SaM146 1S18 erfolgte schließlich am 17. Januar 2012.

## Kritik
Der schlechte Ruf des Superjets ist zu einem großen Teil den Problemen des PowerJet SaM146 geschuldet und dabei sollen insbesondere die französischen Teile Schuld sein: Gemäß Angaben des Herstellers wären Überholungen erst ab einem Intervall von 7500 bis 8000 Betriebsstunden notwendig, es können aber schon nach 1000 Stunden Risse in Brennkammern oder Ölsammlern auftreten. Die Probleme sollen wegen eines Konstruktionsfehlers auftauchen. Während der Triebwerkshersteller das Problem mit einem Vorrat an Motoren, besserer Ersatzteilversorgung und Service sowie einem Leasing-Angebot für Triebwerke zu lösen versucht, setzt Russland ab 2023 auf ein eigenes Triebwerk von Awiadwigatel.

## Technische Daten
- Schub: 68,44 / 77,7 kN
- Bypassverhältnis: 4,43:1
- Verdichtung: 27,5:1 / 27,9:1
- Länge: 2,070 m
- Fan-Durchmesser: 1,224 m
- Trockenmasse: 1708 kg